# 大連梭魚湾サッカー場
大連梭魚湾サッカー場（だいれんさぎょわんサッカーじょう、簡体字中国語: 大连梭鱼湾专业足球场）は、大連市甘井子区にあるサッカー場。2023年4月29日に落成。当初AFCアジアカップ2023の開催予定地であったが開催権が返上された。
2024年から中国サッカー・甲級リーグの大連英博足球倶楽部の本拠地として使用されている。

## アクセス
- 大連地下鉄5号線梭魚湾南駅